# Heilige Dreifaltigkeit (Walterskirchen)

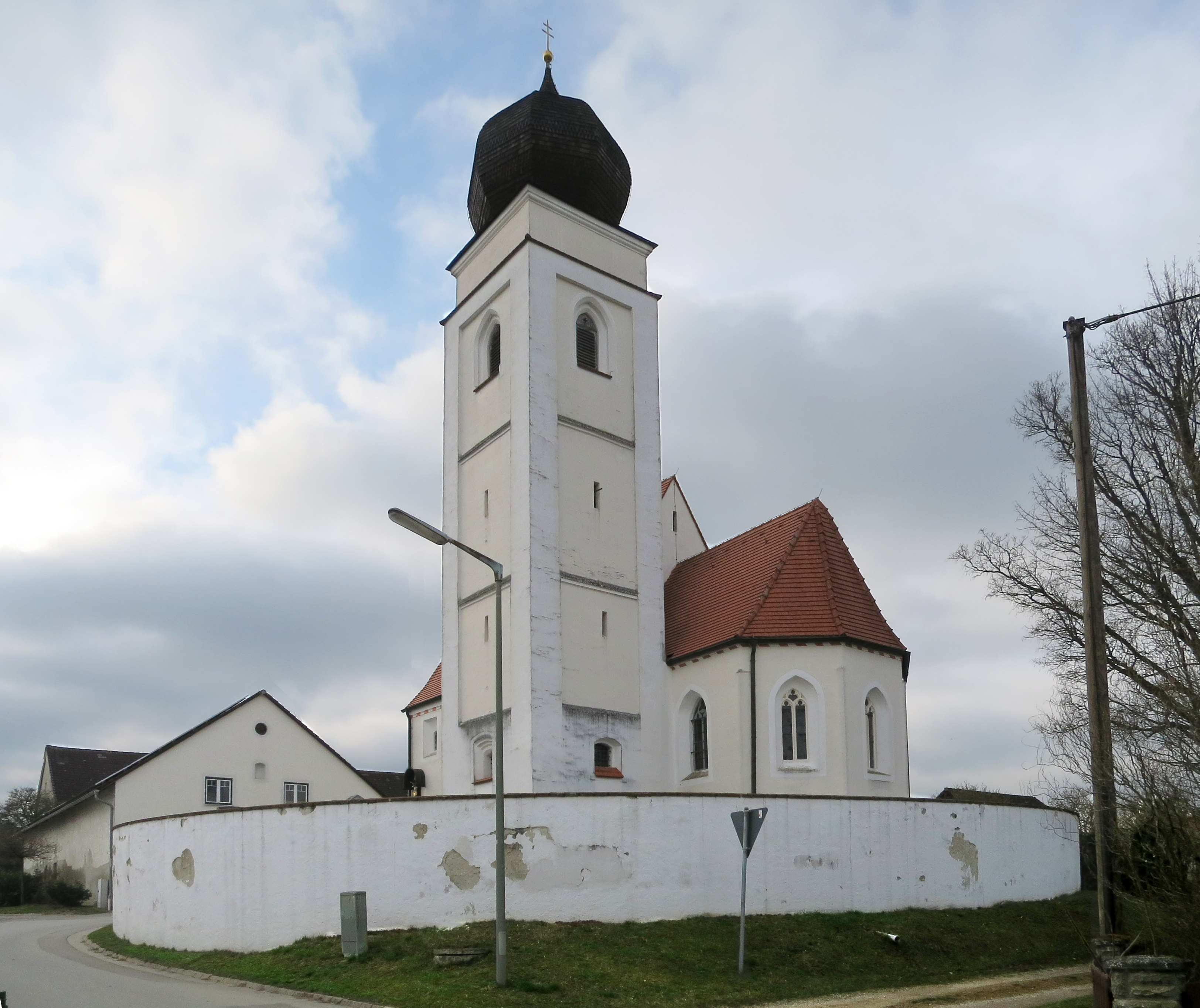
Heilige Dreifaltigkeit in Walterskirchen

Die römisch-katholische Filialkirche Heilige Dreifaltigkeit steht in Walterskirchen, einem Gemeindeteil von Paunzhausen im oberbayerischen Landkreis Freising. Sie ist in der Liste der Baudenkmäler in Paunzhausen unter der Nummer D-1-78-150-6 eingetragen. Die Kirche gehört zum Dekanat Freising im Erzbistum München und Freising.

## Beschreibung
Die ursprüngliche gotische Saalkirche aus unverputzten Backsteinen vom Ende des 15. Jahrhunderts wurde im 17. Jahrhundert verputzt. Sie besteht aus dem Langhaus, dem eingezogenen Chor mit Fünfachtelschluss im Osten und dem Chorflankenturm an der Südwand des Chors, in dessen Erdgeschoss sich die Sakristei und in dessen oberstem Geschoss sich der Glockenstuhl befindet. Im späten 17. Jahrhundert wurde ihm eine Zwiebelhaube aufgesetzt. Der Vorbau an der Westwand des Langhauses führt zum Portal.
Der Innenraum der Sakristei ist mit einem Sterngewölbe überspannt. Auf dem Retabel des neogotischen Hochaltars ist die Krönung Mariens dargestellt.